# 青砥橋

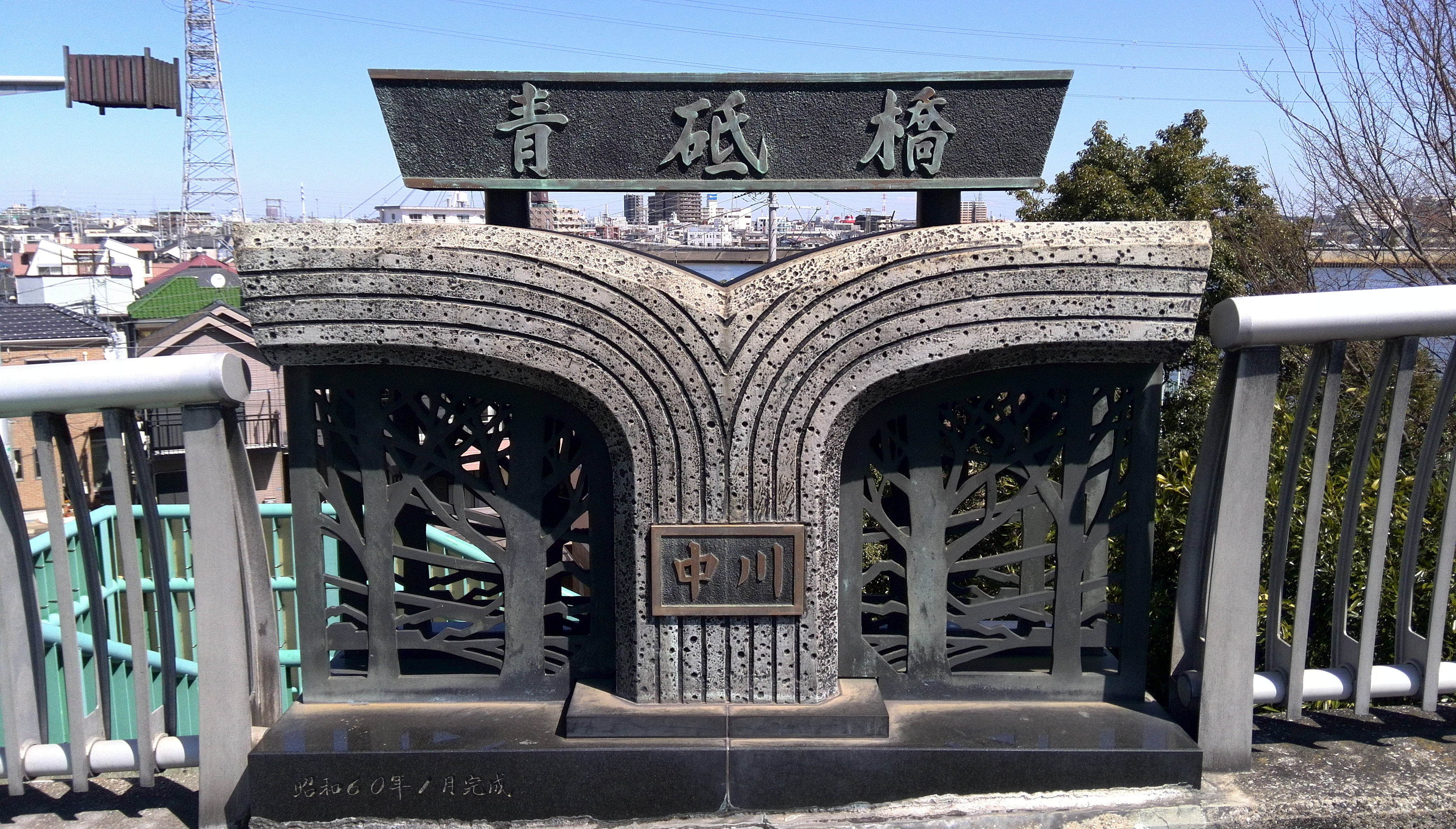
青砥橋 橋名板

青砥橋（あおとばし）は、中川に架かる東京都道318号環状七号線の橋である。

## 概要
1985年（昭和60年）竣工であり、右岸（北詰）の東京都葛飾区青戸二丁目と左岸（南詰）の高砂一丁目の間を結んでいる。

## 歴史

### 架橋以前
現在、青砥橋が架かる中川の両岸の堤上の道は鉄道が発達する明治後期まではともに柴又帝釈天へ至る街道（帝釈天道）として機能していたが渡船はこの位置にはなく、上流の曲金の渡しか下流の諏訪野の渡しが主に利用されていた。

### 1985年の橋

#### 架橋まで
| 架橋開始時。国土地理院 空中写真閲覧サービス CKT794-C7B-2を元に加工。 |  | 竣工直前。国土地理院 空中写真閲覧サービス CKT843-C7B-24 を元に加工。 |
| 架橋開始時。国土地理院 空中写真閲覧サービス CKT794-C7B-2を元に加工。 |  | 竣工直前。国土地理院 空中写真閲覧サービス CKT843-C7B-24 を元に加工。 |

青砥橋は環状7号線の中で最後に開通した区間（青戸八丁目ー奥戸陸橋）の一部であり、工事は1979年（昭和54年）10月に着手、1985年（昭和60年）1月に橋梁が完成した。橋長：640.8 m、幅員：23.0 m、主径間：115 m の鋼連続箱桁橋（一部鋼鈑桁、およびPC桁）である。

## 周辺
- 諏訪野八幡神社
- 高砂阿弥陀堂
- 新中川通水記念公園
- 葛飾区奥戸総合スポーツセンター温水プール、エイトホール、野球場
- 高砂一丁目児童遊園
- 葛飾区立諏訪野公園
- 中原八幡神社
- 青砥駅 - 徒歩で約7分。

## 隣の橋
- 中川

（上流） - 京成本線中川橋梁 - 高砂橋 - 青砥橋  - 奥戸橋 - 本奥戸橋 - （下流）